# Hrabstwo Dickinson (Iowa)

Piramida wieku hrabstwa

Hrabstwo Dickinson – hrabstwo położone w USA w stanie Iowa z siedzibą w mieście Spirit Lake. Założone w 1857 roku.

## Miasta i miejscowości
- Arnolds Park
- Lake Park
- Milford
- Okoboji
- Orleans
- Spirit Lake
- Superior
- Terril
- Wahpeton
- West Okoboji

## Gminy
| - Center Grove - Diamond Lake - Excelsior - Lakeville - Lloyd - Milford | - Okoboji - Richland - Silver Lake - Spirit Lake - Superior - Westport |

## Drogi główne
- U.S. Highway 71
- Iowa Highway 9
- Iowa Highway 86

## Sąsiednie hrabstwa
- Hrabstwo Jackson
- Hrabstwo Emmet
- Hrabstwo Clay
- Hrabstwo Osceola